# Кантон-Комуна
Кантон-Комуна (рос. Кантон-Коммуна) — село у Благовєщенському районі Амурської області Російської Федерації. Розташоване на території українського історичного та етнічного краю Зелений Клин.
Входить до складу муніципального утворення Новотроїцька сільрада. Населення становить 136 осіб .

## Географія
Село Кантон-Комуна розташоване на автошляху обласного значення Благовєщенськ — Вільний.
Відстань до центру міста Благовєщенськ близько 18 км (на південь).
Адміністративний центр Новотроїцької сільради село Новотроїцьке знаходиться в 10 км на північ.

## Історія
З 8 квітня 1937 року належало до новоутвореного Благовєщенського району Амурської області.
Після того, як указом Президії Верховної Ради РРФСР від 1 лютого 1963 року Благовіщенський район був скасований, село увійшло до складу Іванівського району, допоки 30 грудня 1966 року Благовіщенський район був відновлений.
З 21 вересня 2005 року органом місцевого самоврядування є Новотроїцька сільрада.

## Населення
| 2002 | 2010 | 2012 | 2013 | 2014 | 2015 | 2016 |
| ---- | ---- | ---- | ---- | ---- | ---- | ---- |
| 52   | ↗69  | ↘68  | ↗77  | ↗88  | ↗93  | ↗115 |
| 2017 | 2018 |      |      |      |      |      |
| ↗129 | ↗136 |      |      |      |      |      |

## Інфраструктура
- Сільськогосподарські підприємства Благовіщенського району.